# Ганієва Тамара Ахметшарифівна
Тамара Ганієва (Тимербіка Ахметшарифівна Ганієва, башк. Тамара (Тимербикә) Әхмәтшәриф ҡыҙы Ғәниева; нар. 25 січня 1951 року (за паспортом; справжній день народження — 20 червня) — башкирська поетеса, перекладачка і драматург. Народний поет Башкортостану (2019). Заслужений працівник культури Республіки Башкортостан (1993). Член Союзу письменників Росії, Спілки письменників Башкирської АРСР (1986). Лауреат премії Р. Гаріпова (1998), імені Ф. Каріма (2004), Б. Бикбая (2013). Лауреатка Міжнародного конкурсу оповідань імені Махмута Кашгарі (2014). Лауреатка Всеросійської літературної премії «Словес єднальна нитка» за найкращий художній переклад башкирською мовою (2016). Лауреатка конкурсу поем «Мій славний Башкортостан!», присвяченого 100-річчю заснування Республіки Башкортостан (2018).

## Біографія
Тимербіка Ахматшарифівна Ганієва народилася 25 січня 1951 року в селі Кинзябаєво Кумертауського району Б Башкирської АРСР (тепер Куюргазинського району Республіки Башкортостан).
Навчалася в Павлівській восьмирічній школі, закінчила Салаватське педагогічне училище, в 1978 році — Стерлітамакський державний педагогічний інститут.
Працювала з 1970 року вчителькою Стерлітамакської школи-інтернату, з 1978 року — у Республіканському культурно-просвітницькому училищі у Стерлітамаку, з 1980 року — в газеті «Ленінець», у 1981 році перейшла на посаду старшого редактора Державного комітеті Башкирської АРСР з телебачення і радіомовлення, з 1988 року — в журналі «Агідель». З 2008 року працювала редактором відділу республіканського журналу «Панорама Башкортостану», член правління Спілки письменників РБ.
Перша її книга вірші «Осрашырбыҙ әле» («Ми ще зустрінемося») видана в 1980 році.
Пише вірші, п'єси, займається перекладами. Переклала башкирською мовою вірші Ю. А. Андріанова, Н. Л. Грахова, Ю. А. Денисова, Р. В Паля; п'єси М. С. Гумільова, Лопе де Веги, А. Камю, Ф. Шіллера, романи К. Ф. Зиганшина.
Тамара Ганієва — авторка трагедії «Тамарис», поставленої в Сібайському театрі драми.
На її вірші писали пісні башкирські композитори Абрар Габдрахманов, Фарит Ідрісов, Загір Ісмагілов, Роза Сахаутдінова.
Тамара Ганієва отримала у 2015 році Всеросійську премію за найкращий переклад башкирською мовою світової та російської класики..
У травні 2019 року Тамарі Ганієвій присвоєно почесне звання «Народна поетеса Башкортостану».

## Звання та премії
- Премія імені Р. Гаріпова (1998)
- Премія імені Ф. Каріма (2004)
- Премія імені Б. Бікбая (2013)
- Заслужений працівник культури Республіки Башкортостан (1993)
- Народний поет Башкортостану (2019)

## Літературні праці
Збірки віршів: «Молоді сили» (1976), «Ми ще зустрінемося» (1980), «Перелітні птахи» (1984), «Срібна роса» (1988), «Час роздумів» (1991), «Хвіст бобра» (1993), «Кипчаки» (1994), «Аркаїм» (1997), «Агатові купола» (2001), «Вірую в любов» (2006), «Звертаюся до вашого розуму» (2009). «Наодинці з собою» (2012), «Вірую в любов» (татарською мовою; 2014), «Переправи долі» (2015).
Поетична трагедія «Тамарис».
У вересні 2015 року у видавництві «Заїнаб Бішева» в Башкортостані була опублікована нова збірка віршів Тамари Ганієвої під назвою «Різаки життя». Це збірку віршів поетеси за останні роки.
Вона працює в галузі перекладу башкирською мовою: «Марія Стюарт» Фрідріха Шиллера, «Калігула» Альберта Камю, «Дерево трансформації» Миколи Гумільова, «Собака на тебе» Лопе де Веги, «Ревізор» Миколи Гоголя.